# Am Krempelhuberplatz

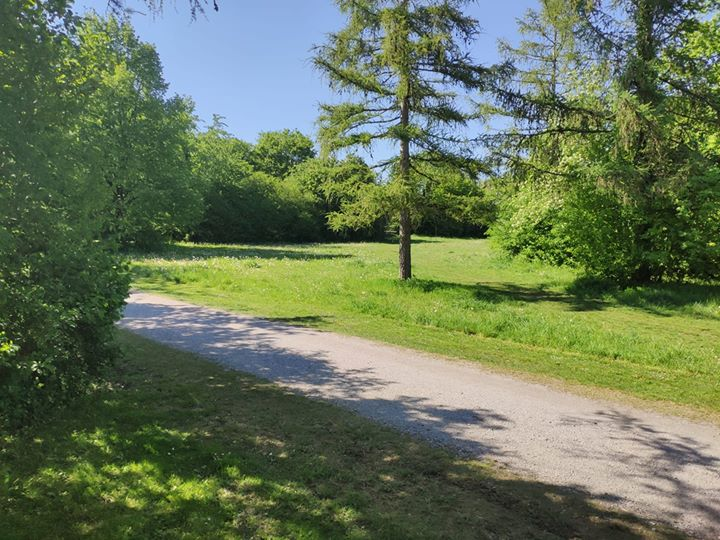
Am Krempelhuberplatz

Am Krempelhuberplatz ist ein ca. 1,5 Hektar großer Park im Münchner Stadtteil Lerchenau.

## Beschreibung
Er liegt südlich des nach August von Krempelhuber benannten und 1958 eingeweihten Krempelhuberplatzes. Am östlichen Rand des Parks befindet sich ein Kinderspielplatz mit Kletterturm und Rutsche. Im Westen liegt ein unbeschrankter Bahnübergang mit Zugangsweg zum Lerchenauer See.